# П'ятра-Шоймулуй (комуна)
П'ятра-Шоймулуй (рум. Piatra Șoimului) — комуна у повіті Нямц в Румунії. До складу комуни входять такі села (дані про населення за 2002 рік):
- Лумініш (2557 осіб)
- Негулешть (647 осіб)
- П'ятра-Шоймулуй (3311 осіб)
- Поєнь (1438 осіб)

Комуна розташована на відстані 267 км на північ від Бухареста, 12 км на південний схід від П'ятра-Нямца, 93 км на захід від Ясс, 145 км на північний схід від Брашова.

## Населення
За даними перепису населення 2002 року у комуні проживали 7953 особи, усі — румуни. Усі жителі комуни рідною мовою назвали румунську.
Склад населення комуни за віросповіданням:
| Релігія            | Кількість осіб | Відсоток |
| ------------------ | -------------- | -------- |
| православні        | 7885           | 99,1%    |
| адвентисти         | 27             | 0,3%     |
| старообрядці       | 16             | 0,2%     |
| п'ятдесятники      | 10             | 0,1%     |
| бретрени           | 4              | 0,1%     |
| не релігійні       | 4              | 0,1%     |
| римо-католики      | 2              | < 0,1%   |
| не вказали релігію | 5              | 0,1%     |